# Movimento dei Cittadini Ginevrini
Il Movimento dei Cittadini Ginevrini (in francese Mouvement Citoyens Genevois, in tedesco Genfer Bürgerbewegung) è un partito politico svizzero del Canton Ginevra, fondato nel 2005, classificato tra i rappresentanti del populismo di destra.

## Storia
Sotto il nome di Movimento dei Cittadini Romandi (in francese Mouvement Citoyens Romands, MCR) il partito intende in futuro essere attivo anche in altri cantoni della Svizzera francese.
Alle elezioni federali in Svizzera del 2011 ha ottenuto lo 0,44%, conquistando il suo primo seggio al Consiglio nazionale (uno degli undici spettanti al Canton Ginevra) e si è presentato per la prima volta alle elezioni nel Canton Vaud.

## Risultati elettorali
| Elezione      | Elezione | Voti | %       | Seggi |
| ------------- | -------- | ---- | ------- | ----- |
| Federali 2007 | 2 655    | 0,12 | 0 / 200 |       |
| Federali 2011 | 10 555   | 0,44 | 1 / 200 |       |
| Federali 2015 | 8 069    | 0,32 | 1 / 200 |       |
| Federali 2019 |          | 0,00 | 0 / 200 |       |